# Kvantsammanflätning
Kvantsammanflätning, kvanthoptvinning eller kvantkorrelation (även engelskans entanglement används) är ett kvantfysikaliskt fenomen. Det innebär att om partiklar är sammanflätade kommer ändringar av en av partiklarna omedelbart att medföra att egenskaperna för de andra partiklarna ändras, oberoende av hur långt det är mellan dem.
Ett vanligt exempel på sammanflätade partiklar är två elektroner, som på grund av hur de skapades tillsammans är spinnlösa. Om man mäter spinnet hos en av elektronerna (som var för sig inte är spinnlösa), får den andra elektronen omedelbart lika stort men motriktat spinn. I vissa avseenden kan sammanflätade partiklar anses vara en enda partikel, eftersom de delar samma kvanttillstånd, men denna sammanflätning bryts så snart som en del i partikelparet mäts.

## Historik
Området blev först undersökt efter att Albert Einstein, Boris Podolsky och Nathan Rosen publicerat en omtalad kritisk text för att påvisa det absurda med kvantteorin (kallad Einstein–Podolsky–Rosen-paradoxen eller EPR-paradoxen). Einstein, Podolsky och Rosen menade att den ögonblickliga kommunikationen mellan sammanflätade partiklar gick stick i stäv med den speciella relativitetsteorin, där information som färdas snabbare än ljuset är likvärdigt med att information färdas bakåt i tiden – det vill säga tidsresor. Utifrån detta menade Einstein, Podolsky och Rosen att kvantteorin innehöll felaktigheter eller var inkomplett.

### Effekten påvisad
Senare arbeten av till exempel John Bell och Alain Aspect har påvisat att sammanflätning är verklighet. Den icke-klassiska korrelationen mellan de två systemen kan dock inte användas för att överföra information med en hastighet högre än ljusets (i vakuum). Kvantsammanflätning strider alltså inte mot den speciella relativitetsteorin.
År 2010 tilldelades sammanflätningspionjärerna Alain Aspect, John Clauser och Anton Zeilinger Wolfpriset för sina teoretiska och experimentella bidrag till kvantfysiken, med tillägget att de hade utvecklat de grundläggande byggblocken för många moderna tekniker som används flitigt i forskning om kvantinformation runt om i världen.
År 2022 tilldelades samma trio Nobelpriset i fysik för sitt arbete.